# Gabrielle Union
Gabrielle Monique Union (Omaha, Nebraska, SAD, 29. listopada 1972.), bolje poznata samo kao Gabrielle Union je američka glumica i model. Svoju glumačku karijeru započela je 1993. godine, glumeći u televizijskoj seriji Pod istim krovom. Kasnije je glumila u još nekoliko televizijskih serija, sve dok nije dobila prvu ulogu u filmu Ona je sve to, 1999. godine. Do danas glumila je u mnogim filmovima i televizijskim serijama. Među njenim poznatim filmovima je uloga navijačice, gdje glumi zajedno s Kirsten Dunst u filmu Punom snagom, cure. Glumila je i u filmu Zločesti dečki 2 zajedno s Willom Smithom i Martinom Lawrenceom. Također je glumila i u filmovima Oslobodi nas Eve i Od kolijevke do groba. Posljednji film u kojem je glumila je Razmišljaj kao muškarac iz 2012. godine.

## Raniji život
Gabrielle Union je rođena kao Gabrielle Monique Union, 29. listopada 1972. godine u Omahi, Nebrasci. Bila je srednje dijete u obitelji s tri kćeri. Gabrielle je kći Therese (djevojački Glass), bivše plesačice i socijalne radnice, te oca Sylvestera C. Uniona, menadžera tvrtke AT&T i vojnog zapovjednika. Gabrielle je svoje djetinjstvo provodila u bogatoj zajednici crnaca u Omahi kao dio velike obitelji. Odgajana je kao Katolik. Kad je napunila osam godina, njena obitelj se preselila u Pleasanton, Kaliforniju, gdje je odrastala i pohađala srednju školu Foothill. U srednjoj školi igrala je košarku i nogomet, te je trenirala atletiku. Gabrielle je pohađala sveučilište u Nebrasci, prije nego što je otišla na Cuesta College. Nakon toga konačno je otišla na UCLA gdje je završila sociologiju. Dok je tamo studirala, stažirala je u agenciji Judith Fontaine Modeling & Talent Agency da zaradi dodatne akademske kredite. Pozvana od strane vlasnice agencije Judith Fontaine, radila je kao model da bi mogla platiti stanarinu.

## Privatni život
Godine 1992., Gabrielle Union je s 19 godina bila napadnuta i silovana. To se dogodilo na poslu u trgovini s cipelama. Njezin napadač kasnije se predao i bio je osuđen na 33 godine zatvora. Nakon toga postala je odvjetnica za preživjele u napadima. Gabrielle je veleposlanica pokreta Susan G. Komen for the Cure's Circle of Promise.

## Vanjske poveznice
- Gabrielle Union na Twitteru
- Gabrielle Union na Internet Movie Databaseu